# 三崎口站

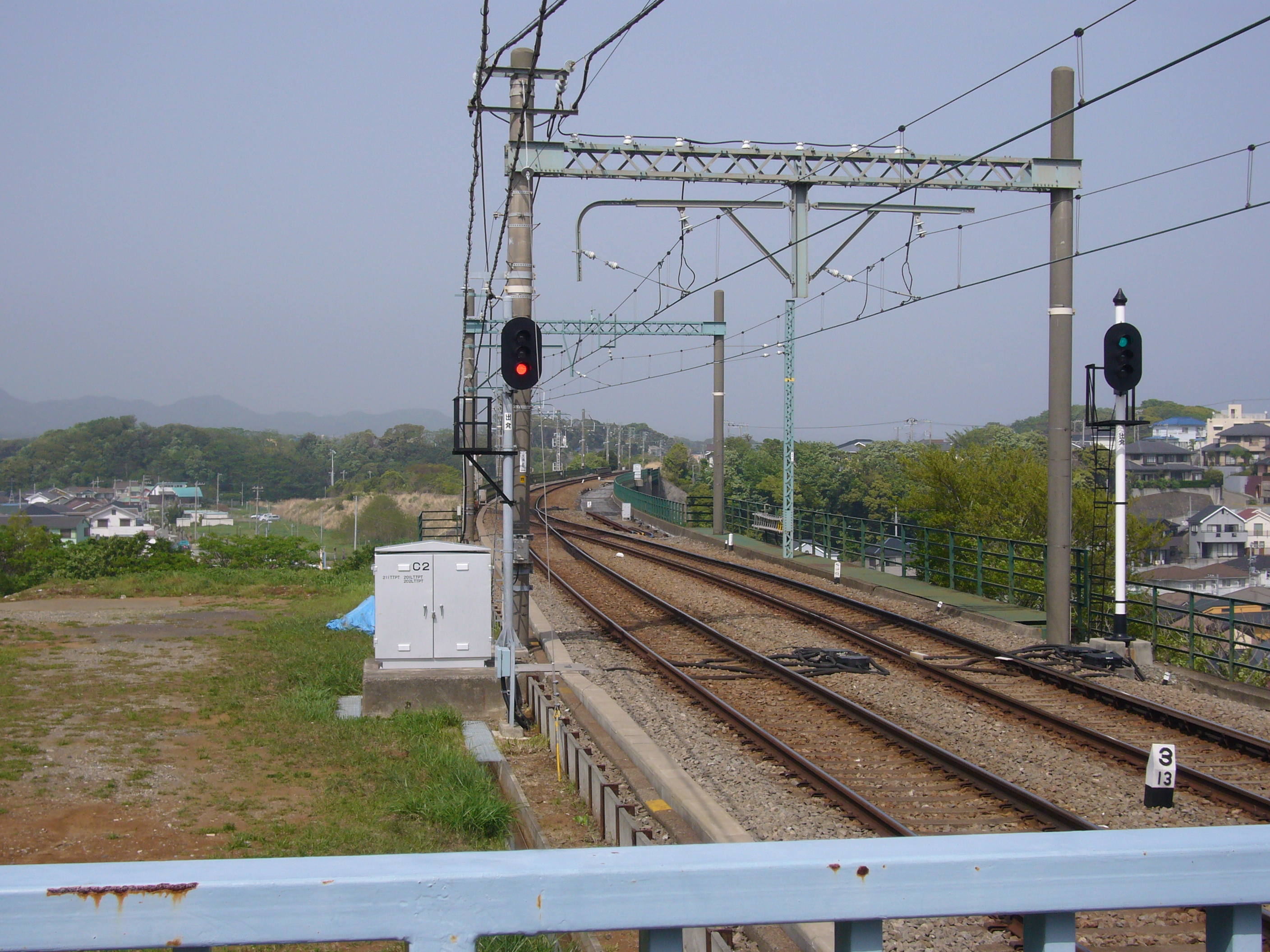
自月台上往三浦海岸站方向望去

三崎口站（日语：／ Misakiguchi eki */?）位於日本神奈川縣三浦市初聲町下宮田，是屬於京濱急行電鐵久里濱線的鐵路車站。是此線的終點站。車站編號是KK72。

## 概要
車站面對國道134號，距離三浦市市中心三崎4公里。建設當時的久里濱線終點定為油壺站，但因自然保護等因素難以取得用地，因此在國道134號交會點設置本站作為暫時的終點站。站名意為往三崎的入口。
之後，油壺站延伸計畫在2016年3月16日的預算中凍結。
本站也是京急電鐵與關東地方大手私鐵的最南站。

## 歷史
- 1975年（昭和50年）4月26日 開業。
- 2008年（平成20年）12月10日 - 導入進站音樂。
- 2011年（平成23年） - 站房改建。
- 2017年（平成29年）1月13日 - 進站音樂變更。

## 車站結構
本站為側式月台2面2線的地面車站。但因地形關係，車站呈現北高南低。油壺側軌道鋪設至國道134號，道路另一側有京急的變電所。月台東側為1號線、西側為2號線。本站至三浦海岸站為單線運轉，但保有複線用地。
剪票口僅1處，有階梯、電梯與電扶梯通往月台。

### 月台配置
| 月台 | 路線     | 方向 | 目的地         |
| ---- | -------- | ---- | -------------- |
| 1、2 | 久里濱線 | 上行 | 橫濱、品川方向 |

另外，2門的2100形電車到站時，因需變更座席方向，乘客下車後會先關閉車門，調整完座席方向後再開門載客。

### 進站音樂
2008年12月10日起，以三浦市三崎地區為舞台的山本厚太郎& Weekend樂曲《岬めぐり》成為本站進站音樂。之後2017年1月13日起，為了紀念往城島的便利交通，北原白秋在三崎作詞的樂曲《城島之雨》成為新的進站音樂。

## 使用情況
2016年度一日平均上下車人次為17,926人，京急線全部72個車站當中排行第40位。近年一日平均上下車人次與上車人次如下表。
| 年度               | 一日平均 上下車人次 | 一日平均 上車人次 | 來源     |
| ------------------ | ------------------- | ----------------- | -------- |
| 1975年（昭和50年） | 8,082               |                   |          |
| 1980年（昭和55年） | 13,248              |                   |          |
| 1985年（昭和60年） | 18,166              |                   |          |
| 1986年（昭和61年） | 18,625              |                   |          |
| 1987年（昭和62年） | 19,675              |                   |          |
| 1988年（昭和63年） | 20,961              |                   |          |
| 1989年（平成元年） | 21,798              |                   |          |
| 1990年（平成02年） | 22,304              |                   |          |
| 1991年（平成03年） | 22,500              |                   |          |
| 1992年（平成04年） | 22,348              |                   |          |
| 1993年（平成05年） | 22,116              |                   |          |
| 1994年（平成06年） | 22,156              |                   |          |
| 1995年（平成07年） | 21,803              | 10,947            | [ * 1 ]  |
| 1996年（平成08年） | 21,337              |                   |          |
| 1997年（平成09年） | 20,972              |                   |          |
| 1998年（平成10年） | 20,771              | 10,352            | [ * 2 ]  |
| 1999年（平成11年） | 20,496              | 10,215            | [ * 3 ]  |
| 2000年（平成12年） | 20,179              | 10,038            | [ * 3 ]  |
| 2001年（平成13年） | 20,180              | 10,048            | [ * 4 ]  |
| 2002年（平成14年） | 19,766              | 9,831             | [ * 5 ]  |
| 2003年（平成15年） | 19,519              | 9,696             | [ * 6 ]  |
| 2004年（平成16年） | 19,077              | 9,439             | [ * 7 ]  |
| 2005年（平成17年） | 19,131              | 9,470             | [ * 8 ]  |
| 2006年（平成18年） | 19,249              | 9,537             | [ * 9 ]  |
| 2007年（平成19年） | 19,159              | 9,495             | [ * 10 ] |
| 2008年（平成20年） | 19,256              | 9,553             | [ * 11 ] |
| 2009年（平成21年） | 18,958              | 9,401             | [ * 12 ] |
| 2010年（平成22年） | 18,582              | 9,213             | [ * 13 ] |
| 2011年（平成23年） | 18,039              | 8,938             | [ * 14 ] |
| 2012年（平成24年） | 17,954              | 8,900             | [ * 15 ] |
| 2013年（平成25年） | 18,265              | 9,053             | [ * 16 ] |
| 2014年（平成26年） | 18,020              | 8,929             | [ * 17 ] |
| 2015年（平成27年） | 18,296              | 9,048             | [ * 18 ] |
| 2016年（平成28年） | 17,926              |                   |          |

## 車站周邊
本站位於丘陵地帶，標高約32公尺，是京急標高最高的車站。周邊有廣大的農作地與雜木林，同時也在進行大規模住宅開發。另外也有商業設施開發計畫。
- 京急新市鎮（日语：京急ニュータウン (三浦市)）
- 7-Eleven京急ST三崎口店
- 三浦市役所初聲出張所
  - 三浦市初聲市民中心
  - 三浦市圖書館初聲分館
- 三浦市綜合體育館（潮風Arena）
- 神奈川縣農業綜合研究所三浦試驗場
- 三崎警察署（日语：三崎警察署）三崎口站前交番
- 神奈川縣立三浦臨海高等學校（日语：神奈川県立三浦臨海高等学校） -
- 神奈川縣立平塚農業高等學校（日语：神奈川県立平塚農業高等学校）初声分校
- 初聲郵便局
- 神奈川縣立三浦接觸之村（和田、長濱海岸）
- 國道134號
- 和田義盛（日语：和田義盛）舊里碑

### 巴士路線
搭乘京濱急行巴士可往來三崎與油壺、橫須賀市西部。站前有巴士總站，有許多本站起訖的路線。另外，因應跨年日出觀賞人潮，本站加開往城島的臨時巴士。
- 1號乘車處
  - 三4：往京急油壺海洋公園（日语：京急油壺マリンパーク）（經引橋、油壺入口、油壺，有時因應海洋公園休園或道路狀況不佳而將終點改至油壺）
  - 三14：往三戶海岸（平日僅15:25發車）
- 2號乘車處
  - 三5、三51、三53、三55、須6：往三崎東岡（經引橋、油壺入口） ※ 三51、三53、三55僅平日1班
  - 三7：往三浦市立醫院（經引橋、油壺入口） ※平日僅2班
  - 三8：往通矢（經引橋、油壺入口、三崎東岡、三崎港）
  - 三9：往城島（經引橋、油壺入口、三崎東岡、三崎港）
  - 三61：往濱諸磯（經引橋、油壺入口、三崎東岡、三崎港）
  - 三26、須7：往三崎港（經引橋、油壺入口、三崎東岡） ※ 須7僅周六日7:20發車
- 3號乘車處
  - 三10、三11、三24：往橫須賀市民醫院（經長井、林） ※ 三10、三11班次少
  - 三12、三22：往荒崎（經長井）
  - 三51、三52：往荒崎（經長井、Seleil之丘） ※ 班次少
  - 三53、三54：往Seleil之丘（日语：長井海の手公園 ソレイユの丘）（僅停靠長井） ※ 班次少
  - 三55、三56：往Seleil之丘（直行） ※ 班次少
  - 三13、三21：往長井 ※ 班次少
  - 須6、須7、須8：往JR橫須賀站（經長井、林、衣笠十字路）

## 圖片

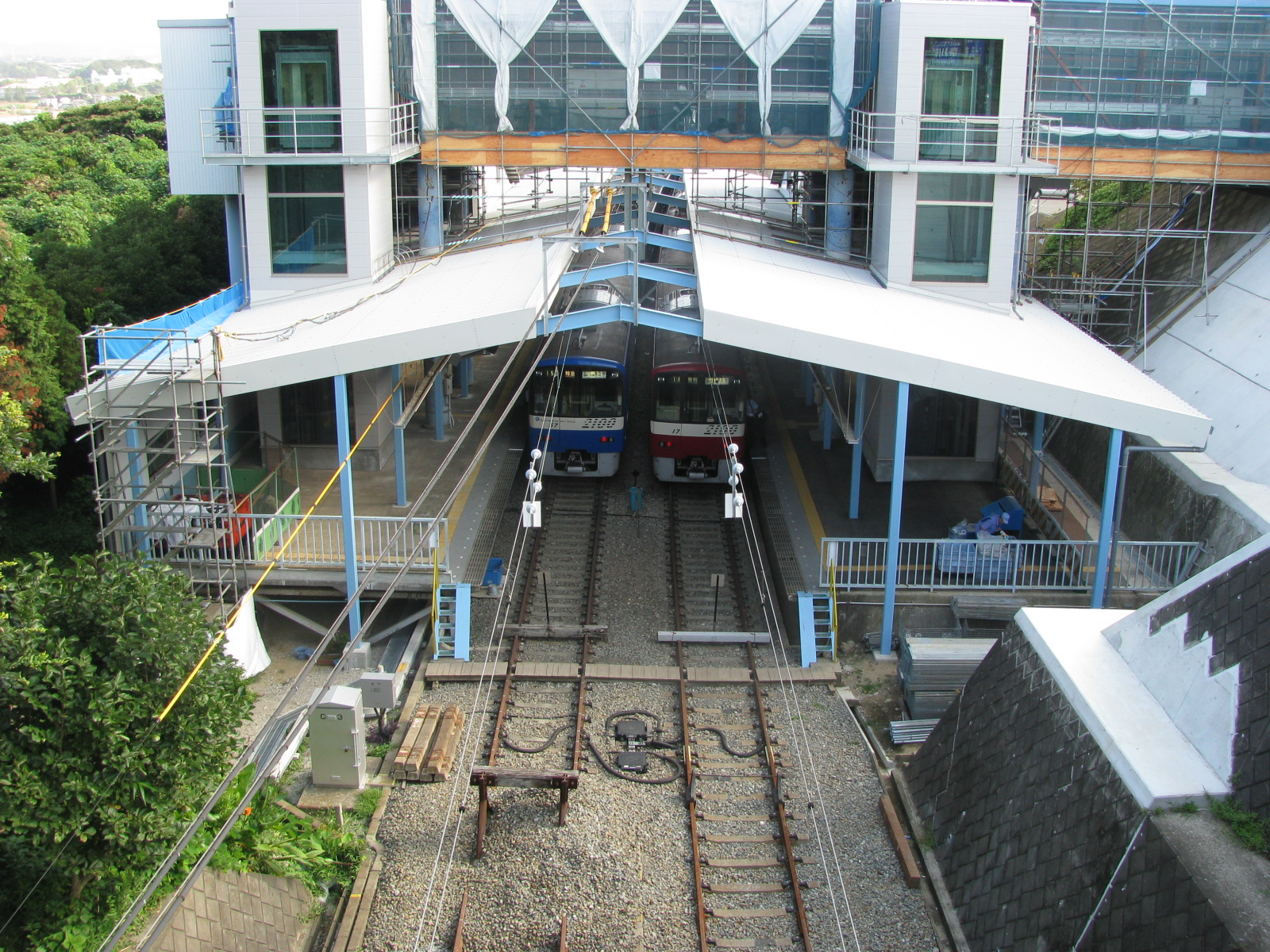
三崎口站月台（2009年9月）
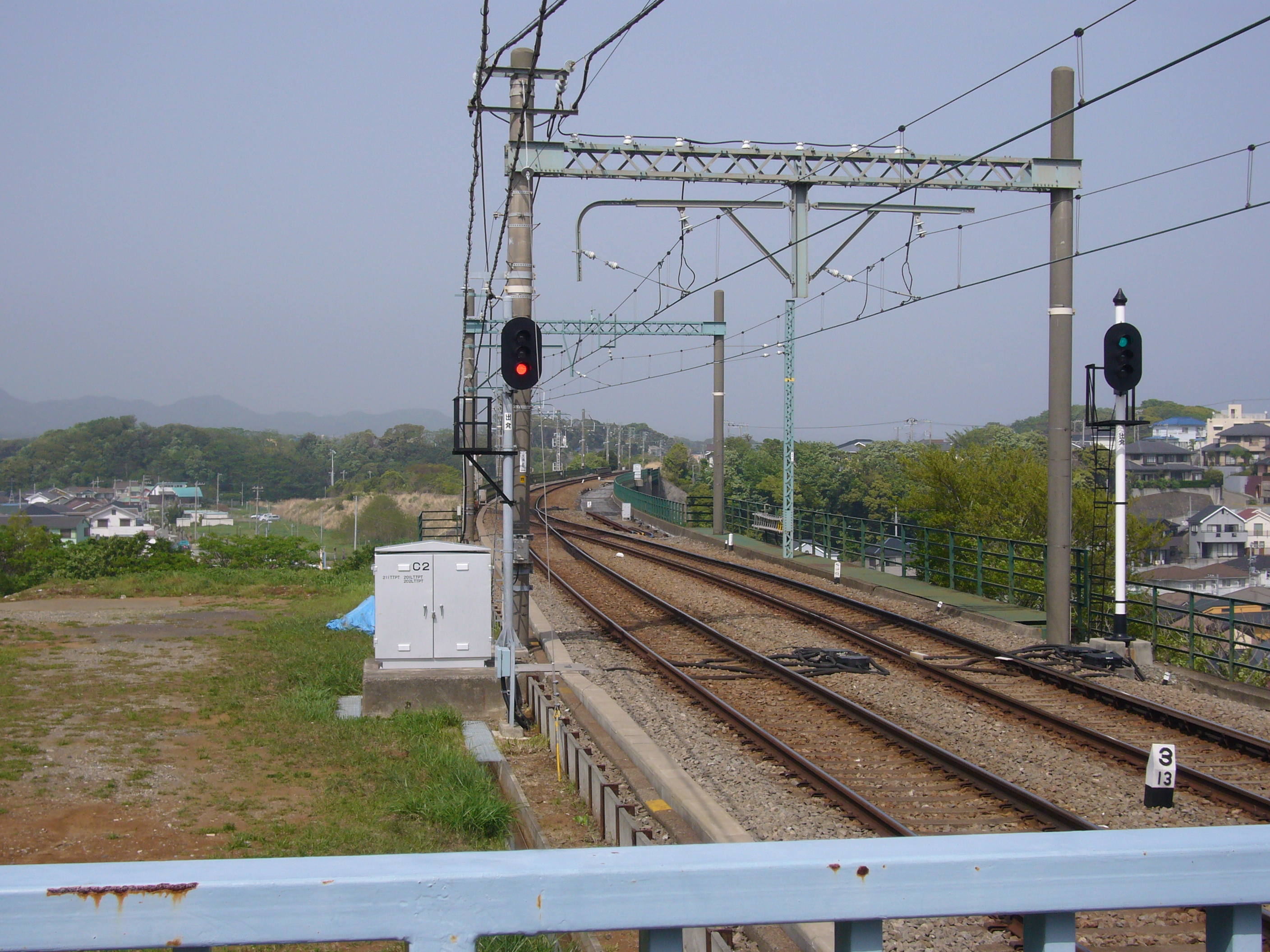
月台遠望三浦海岸方向（2005年5月）
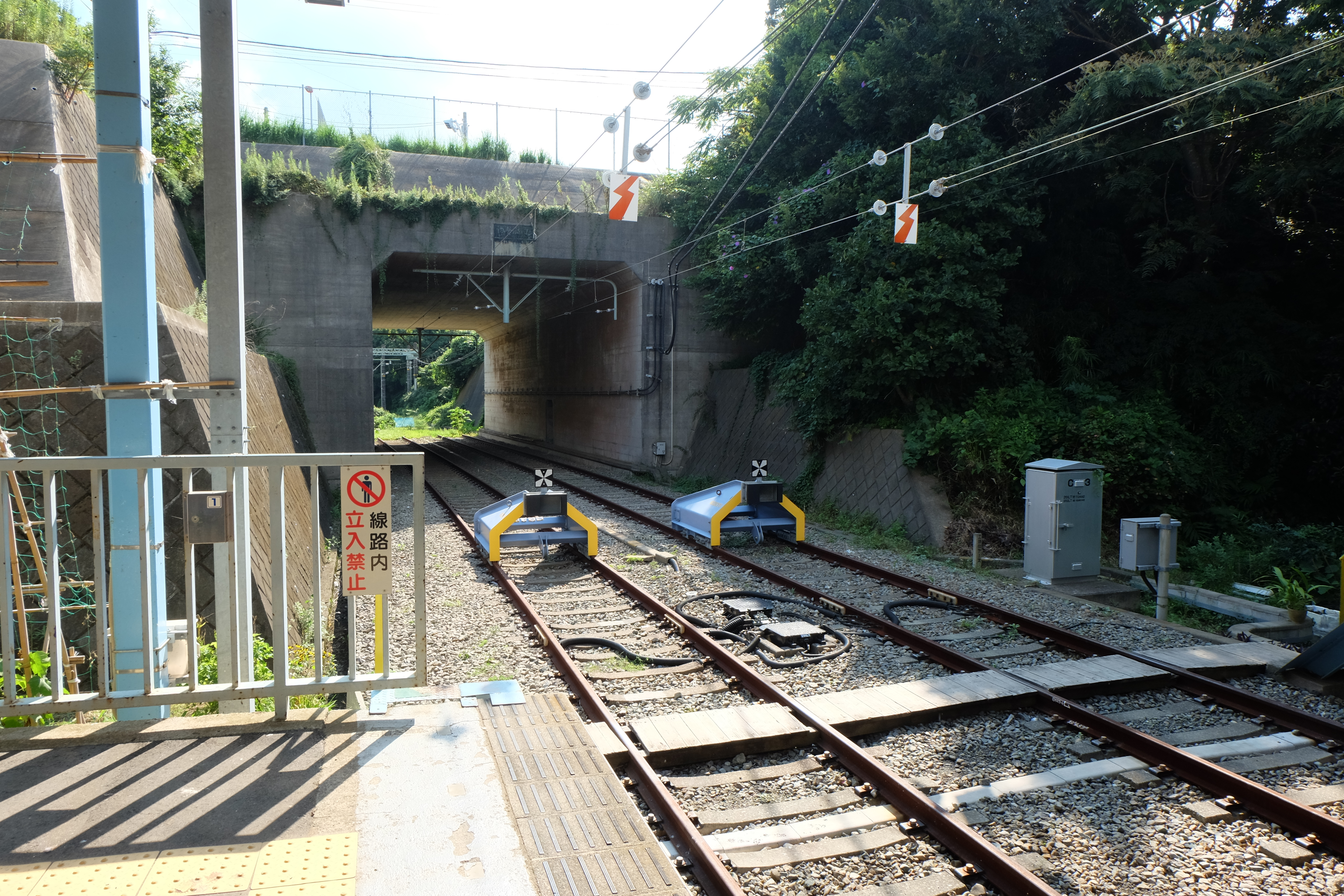
月台所見的止衝擋（2014年9月）
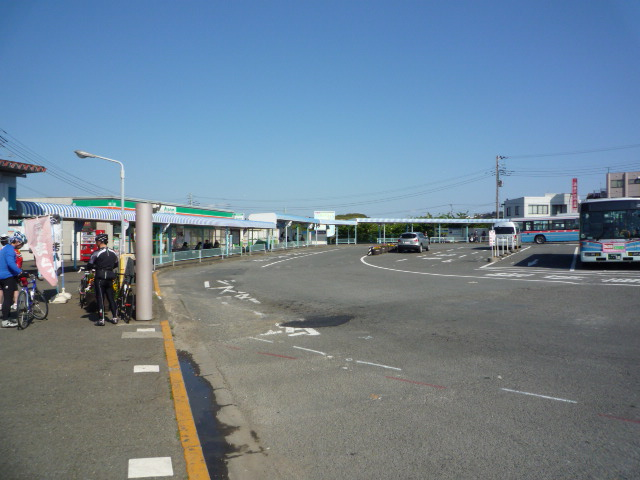
三崎口站巴士總站（2010年4月）
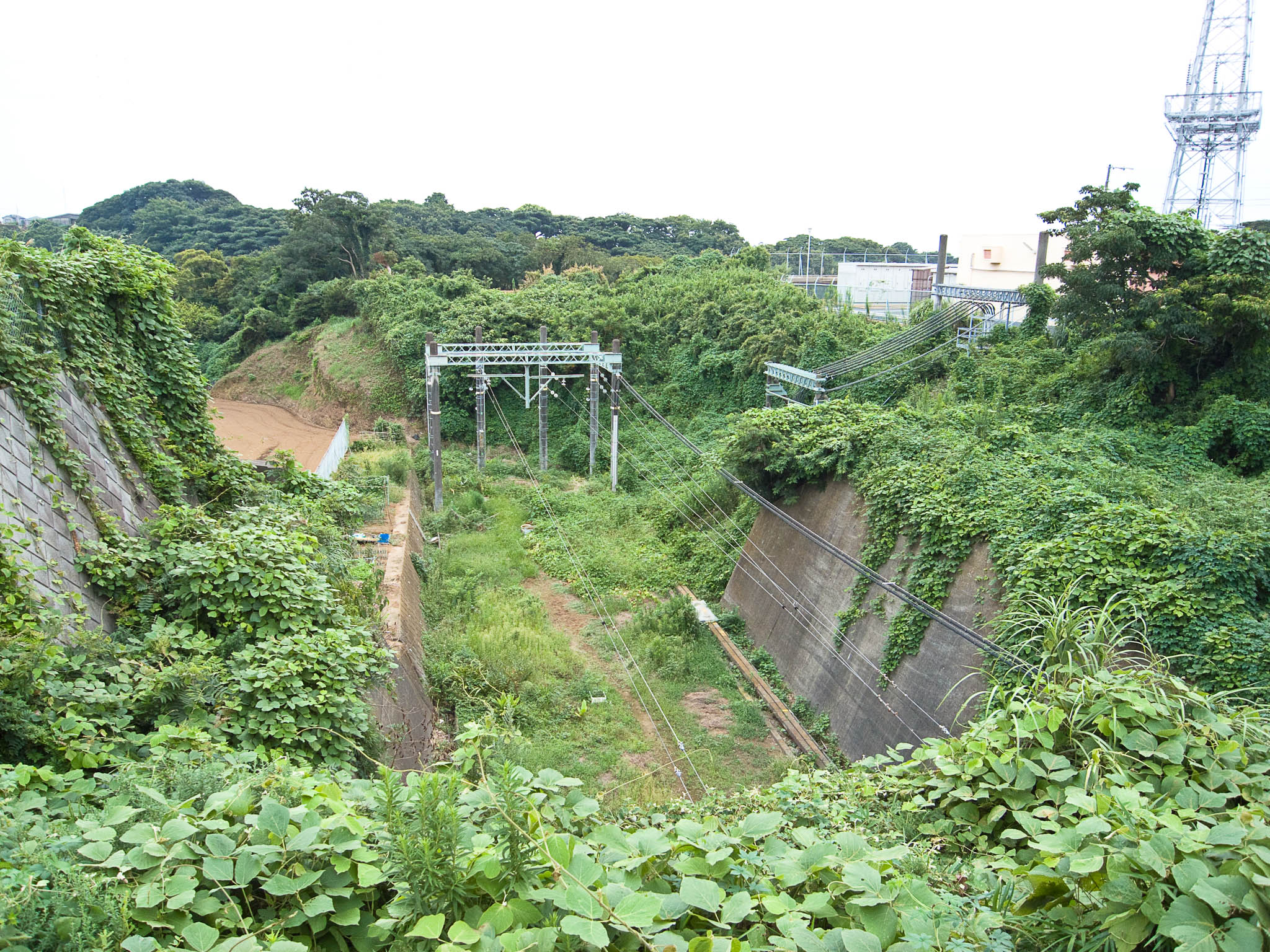
國道134號所見的三崎口站油壺側終點（2007年9月）
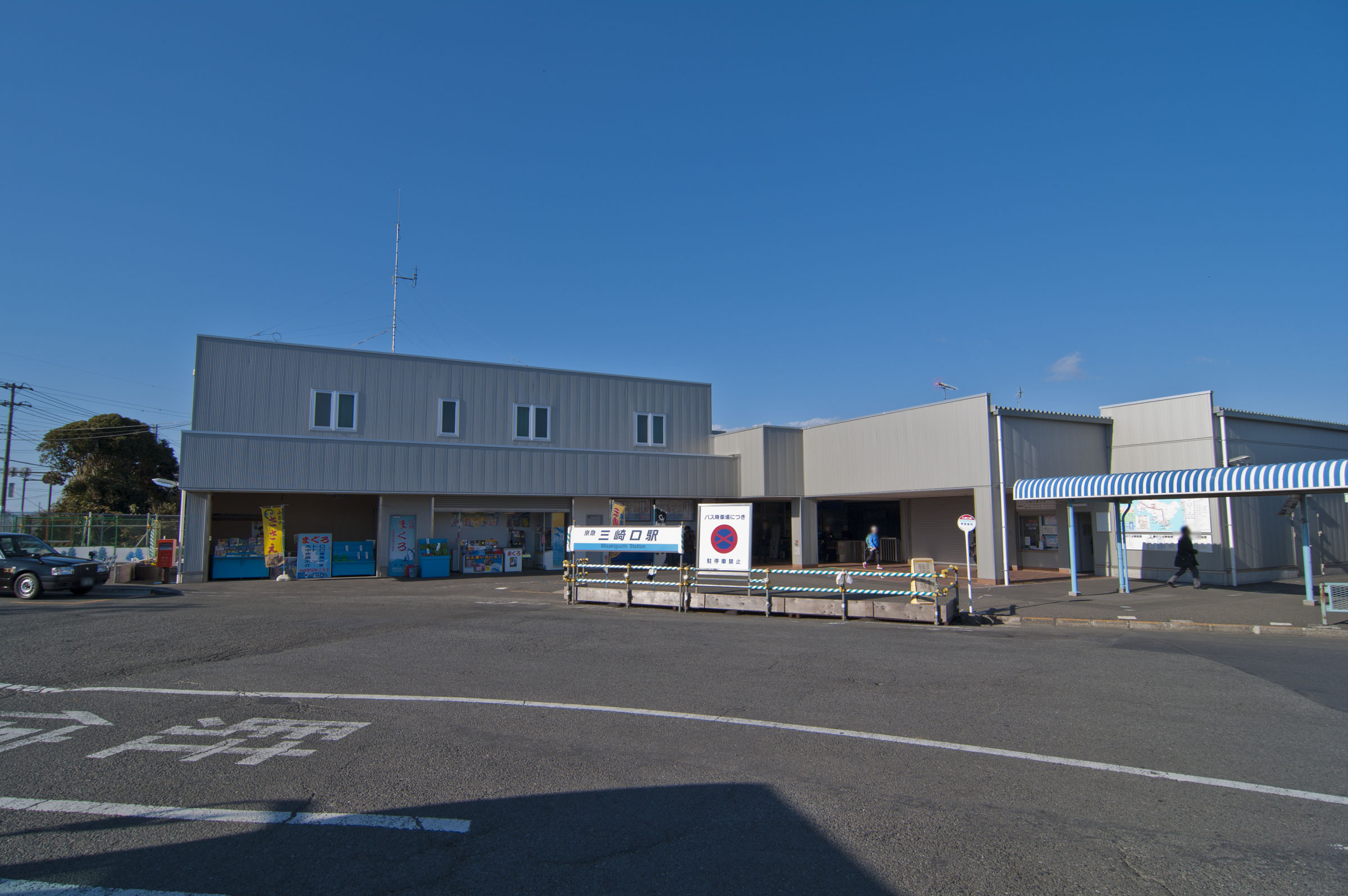
改建後的站房，與現在的看板不同（2011年12月）

## 相鄰車站
京濱急行電鐵
 久里濱線
□京急翼號
三浦海岸（KK71） → 三崎口（KK72）
■快特、■特急（金澤文庫站以北為快特）、■特急
三浦海岸（KK71）－三崎口（KK72）
此路段為單線，但有計劃於路線延長至三浦市中心段時使用複線。

## 外部連結
- 三崎口站（各站資訊） - 京濱急行電鐵